# Vladislav Babičev
Vladislav Anatol'evič Babičev (in russo Владислав Анатольевич Бабичев?; Kazan', 18 febbraio 1981) è un pallavolista russo.
Gioca nel ruolo di libero nel Volejbol'nyj klub Zenit-Kazan'.

## Carriera
Vladislav Babičev gioca dall'inizio della sua carriera pallavolistica nel Volejbol'nyj klub Zenit-Kazan', a cui è legato fin dalla fondazione del club avvenuta nel 2000. Negli anni trascorsi in questa società ha ottenuto tre promozioni consecutive dalla quarta serie alla Superliga, fra il 2000-01 e il 2003-04, vincendo poi tutti i principali trofei nazionali ed internazionali, fra cui dieci campionati, sette Coppe di Russia, sei Supercoppe e sei Champions League. Dalla stagione 2016-17 entra a far parte dello staff tecnico delle giovanili, integrando la prima squadra solo in caso di necessità.

## Palmarès

### Club
- Campionato russo: 10

2006-07, 2008-09, 2009-10, 2010-11, 2011-12, 2013-14, 2014-15, 2015-16, 2016-17, 2017-18
- Coppa di Russia: 7

2004, 2007, 2009, 2014, 2015, 2016, 2017
- Supercoppa russa: 6

2010, 2011, 2012, 2015, 2016, 2017
- Champions League: 6

2007-08, 2011-12, 2014-15, 2015-16, 2016-17, 2017-18